# Daniele Liotti
Daniele Liotti (Roma, 1º aprile 1971) è un attore italiano.

## Biografia
Dopo un breve inizio come calciatore, si iscrive alla Facoltà di Giurisprudenza all'Università che lascia dopo sei mesi. Prende parte come figurante speciale alla trasmissione televisiva Primadonna di Gianni Boncompagni su Italia 1. Nel 1995 esordisce come attore lavorando nella miniserie televisiva Non parlo più. Nel cinema esordisce nella commedia Bidoni, ma la notorietà arriva con la commedia Cresceranno i carciofi a Mimongo di Fulvio Ottaviano, dove lavora in coppia con l'amico Valerio Mastandrea. Stesso duo e medesimo regista per Abbiamo solo fatto l'amore del 1998. Lavora come protagonista in altre commedie, come Stressati, Finalmente soli e I fobici. Incomincia a lavorare anche per produzioni straniere: in Argentina recita in Bajo Banderas - Oltre la giustizia, il suo primo film drammatico e in Germania in Broken Hearts.
Alterna i suoi lavori tra cinema e fiction televisive, recita in La quindicesima epistola, Operazione Odissea, con Luca Zingaretti, I giorni dell'amore e dell'odio, Cefalonia. Nel 2000 presta la sua voce all'Iguanodon Aladar nel doppiaggio italiano del film di animazione Dinosauri, prodotto dalla Walt Disney. Nel 2001 si apre al mercato spagnolo, dove è molto richiesto e interpreta il re Filippo il bello in Giovanna la pazza (film vincitore del premio Goya) di Vincent Aranda, con Pilar López De Ayala e un omosessuale in Piedras di Ramón Salazar, con Ángela Molina, film in concorso al Festival del Cinema di Berlino. 
Seguono Streghe verso nord di Giovanni Veronesi, La vita come viene di Stefano Incerti con Stefania Rocca, Claudio Santamaria, Alessandro Haber e le fiction religiose Sant'Antonio di Padova e Don Gnocchi - L'angelo dei bimbi. Partecipa anche al film internazionale Il dottor Živago di Giacomo Campiotti, al fianco di Keira Knightley e Sam Neill.
Nel 2002 è il protagonista de Il fuggiasco di Andrea Manni, con l'attore portoghese Joaquim de Almeida, pellicola girata tra Italia, Messico e Francia, che racconta il caso giudiziario dello scrittore Massimo Carlotto, accusato di omicidio nel 1976; per questa interpretazione nel 2003 vince il Globo d'oro come miglior attore e altri riconoscimenti. Ritorna poi con il remake Il bell'Antonio di Maurizio Zaccaro, in cui interpreta il ruolo del protagonista che negli anni '60 fu del grande Marcello Mastroianni.
Nel 2006 è in teatro nella commedia Più vera del vero. Nello stesso anno è protagonista della miniserie in due puntate L'amore e la guerra, regia di Giacomo Campiotti con Martina Stella. Nel 2007 è protagonista di due successi televisivi: L'inchiesta di Giulio Base, con Dolph Lundgren, Max von Sydow, F. Murray Abraham, e Il capo dei capi di Enzo Monteleone e Alexis Sweet, che racconta la vita di Totò Riina. Nel 2008 è ancora protagonista in Spagna nel lungometraggio La Herencia Valdemar a cui segue  Scontro di civiltà per un ascensore a Piazza Vittorio (2009) di Isotta Toso, con Kasia Smutniak. Nel 2012 veste i panni del celebre brigante lucano Carmine Crocco nella miniserie televisiva Il generale dei briganti di Paolo Poeti.
Nel 2014 partecipa al film Tutta colpa di Freud, con Marco Giallini, Vittoria Puccini e Anna Foglietta, ed è anche il protagonista maschile della pellicola spagnola Perdona si te llamo amor, remake della versione italiana con Raoul Bova, tratto dal romanzo di Federico Moccia Scusa ma ti chiamo amore. Sempre nello stesso anno lo ritroviamo su Rai 1 nella fiction Un'altra vita, al fianco di Vanessa Incontrada. Nel 2015 veste i panni di Claudio Sabatini in Squadra mobile, fiction di Canale 5, che riprende a raccontare le vicende del commissario Ardenzi di Distretto di Polizia.
Nel 2017, è uno dei quattro giudici di Amici di Maria De Filippi. Nello stesso anno entra nel cast di una fiction di punta della Rai, Un passo dal cielo, prendendo il posto del protagonista Terence Hill, come comandante della forestale.

## Vita privata
Daniele Liotti è da tempo testimonial dell'onlus Parent Project, associazione attiva nella lotta della distrofia muscolare di Duchenne e Becker. Ha due fratelli, Marco e Roberto Liotti, entrambi cantanti. In particolare Marco, fondatore del gruppo musicale FiftyFifty, è autore di singoli che hanno riscosso in Italia un discreto successo. Dal 2015 è legato all'attrice Cristina D'Alberto Rocaspana dalla quale ha avuto una figlia. Liotti è anche padre di un altro figlio nato da una precedente relazione.

## Teatro
- Più vera del vero, regia di Enrico La Manna
- Elephant man, regia di Giancarlo Marinelli
- Molto rumore per nulla, regia di Giancarlo Sepe
- Rosencrantz e Guildenstern sono morti di Tom Stoppard, regia di Leo Muscato (2015)

## Filmografia

### Cinema
- Un vampiro a Miami, regia di Fabrizio De Angelis (1993)
- Bidoni, regia di Felice Farina (1995)
- Broken Hearts, regia di Eckhart Schmidt (1996)
- Cresceranno i carciofi a Mimongo, regia di Fulvio Ottaviano (1996)
- Finalmente soli, regia di Umberto Marino (1997)
- Oltre la giustizia, regia di Juan Josè Jusid (1997)
- Stressati, regia di Mauro Cappelloni (1997)
- Abbiamo solo fatto l'amore, regia di Fulvio Ottaviano (1998)
- I fobici, regia di Giancarlo Scarchilli (1999)
- I giorni dell'amore e dell'odio, regia di Claver Salizzato (2001)
- Giovanna la pazza, regia di Vicente Arada (2001)
- Streghe verso nord, regia di Giovanni Veronesi (2001)
- Piedras, regia di Ramón Salazar (2002)
- La vita come viene, regia di Stefano Incerti (2003)
- Il fuggiasco, regia di Andrea Manni (2003)
- In questo mondo di ladri, regia di Carlo Vanzina (2004)
- The Final Inquiry, regia di Foxfaith (2007)
- Scontro di civiltà per un ascensore a Piazza Vittorio, regia di Isotta Toso (2010)
- La Herencia Valdemar, regia di José Luis Alemán (2010)
- Sulla strada di casa, regia di Emiliano Corapi (2012)
- Tutta colpa di Freud, regia di Paolo Genovese (2014)
- Perdona si te llamo amor, regia di Joaquín Llamas (2014)
- Un figlio di nome Erasmus, regia di Alberto Ferrari (2020)

### Televisione
- Non parlo più, regia di Vittorio Nevano (1995)
- Punta alle 8, regia di Giancarlo Nicotra – miniserie TV (1995)
- Donna, regia di Gianfranco Giagni – miniserie TV, 6 episodi (1996)
- La quindicesima epistola, regia di Josè María Sánchez (1998)
- Mai con i quadri, regia di Mario Caiano – miniserie TV (1999)
- Tre addii, regia di Mario Caiano (1999)
- Operazione Odissea, regia di Claudio Fragasso – miniserie TV (1999)
- Sant'Antonio di Padova, regia di Umberto Marino – film TV (2002)
- Dottor Zivago, regia di Giacomo Campiotti – fiction TV (2002)
- Don Gnocchi - L'angelo dei bimbi, regia di Cinzia TH Torrini – miniserie TV, 2 episodi (2004)
- Il bell'Antonio, regia di Maurizio Zaccaro – miniserie TV, 2 episodi (2005)
- L'inchiesta, regia di Giulio Base – miniserie TV, 2 episodi (2006)
- L'amore e la guerra, regia di Giacomo Campiotti – miniserie TV, 2 episodi (2007)
- Il capo dei capi, regia di Enzo Monteleone e Alexis Sweet – miniserie TV, 6 episodi (2007)
- Le due facce dell'amore – serie TV, 6 episodi (2010)
- Il generale dei briganti, regia di Paolo Poeti – miniserie TV, 2 episodi (2012)
- Un'altra vita – serie TV, 6 episodi (2014)
- Squadra mobile – Serie TV, 32 episodio (2015-2017)
- Un passo dal cielo – serie TV (2017-2021)
- Immaturi - La serie – serie TV, 8 episodi (2018)
- Duisburg - Linea di sangue, regia di Enzo Monteleone – film TV (2019)
- Anima gemella, regia di Francesco Micciché – miniserie TV, 8 episodi (2023)

### Cortometraggi
- Basette, regia di Gabriele Mainetti (2006)

### Videoclip
- Io che amo solo te, ideato e diretto da Luigi Cecinelli - canzone di Sergio Endrigo - cover di Fiorella Mannoia (2008)
- Gino e l'Alfetta di Daniele Silvestri (2007)

### Doppiaggio
- Aladar in Dinosauri (2000)[5]